# 石川七財
石川 七財（いしかわ しちざい）は日本の武士、実業家。初名は七左衛門、号は花渓。

## 概要
土佐藩士の石川唯七（ただしち）の子として土佐国土佐郡小高坂村（現・高知県高知市）に生まれる。幼名及び初名は七左衛門。

父の唯七は馬丁を務めており、足軽のまま死去。それに継いで七財も足軽であったが土佐藩士で参政の吉田東洋に仕え、下横目役（目付の補佐役）となる。

1870年（明治3年）に九十九商会（後の三菱商会）の岩崎弥太郎の偵察を願われる。その際に弥太郎の人柄に憧れ部下となる。後に幹部となり川田小一郎らと共に活動。

1877年（明治10年）の西南戦争では軍事輸送を務めた。その後コレラによって倒れ死去。墓は谷中霊園。

## 生涯

### 出生から吉田東洋の下横目に
1828年5月21日（文政11年4月8日）に土佐藩士・石川唯七の子として土佐国土佐郡小高坂村（現・高知県高知市）に生まれる。

幼名は七左衛門。父は馬丁のまま死去し、それを継いで七左衛門も足軽身分として土佐藩に勤務した。
やがて吉田東洋に仕えた七左衛門は東洋にその才能を認められ下横目（目付の補佐）となる。1862年5月6日（文久2年4月8日）、33歳の時、東洋が刺客によって殺害された際には犯人探しに当たった。

### 江戸在勤から岩崎弥太郎の部下となる
吉田東洋の死後、江戸に在勤した。その時期、江戸の藩邸で従者の1人が門禁を犯したため厳しく尋問。その夜に寝所を襲われ頬を斬られたという。

1870年（明治3年）、当時九十九商会を営んでいた岩崎弥太郎の内偵を藩から命じられ、大阪へと向かう。しかし岩崎弥太郎の人柄に惚れ部下となり、大阪に留まり支店長となる。この頃に七左衛門から七財へと名を改めている。

### 三菱商会へ
1872年（明治5年）正月、九十九商会を解散し、同期の中川亀之助（森田晋三）、川田小一郎らの名にちなんで三川商会へと名を改めた。

しかし翌年の1873年（明治6年）3月、弥太郎が独裁体制に入ったため三菱商会と改名。それまで弥太郎の事を「旦那」と呼称していた幹部らも「社長」と呼ぶようになった。

### 台湾出兵と西南戦争
1874年（明治7年）明治政府は台湾への出兵を決定し、三菱は軍事輸送を担った。その際に七財は配船を仕切りった。その後も大阪で海運会社との競争を指揮した。

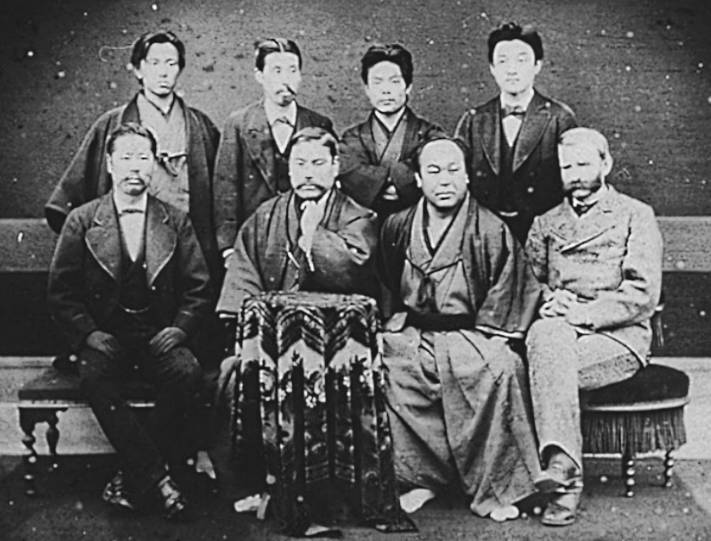
三菱幹部らの集合写真（1877年頃）後列左から浅田正文、本田政次郎、岩崎弥之助、荘田平五郎。
前列左から石川七財、岩崎弥太郎、川田小一郎、フレデリック・クレブス

1877年（明治10年）の西南戦争では、七財は兵士・武器・弾薬を輸送した。

1882年（明治15年）7月30日、東京府（東京都）にてコレラによって倒れ死去した。墓所は谷中霊園。

## 人物

### 特徴
江戸在勤中に頬を斬られた後の傷がトレードマークとなり、約3寸（約9cm）はあったという。また、七財が岩崎弥太郎の内偵に出向いた際も6尺（約182cm）ばかりある大男であったと言われている。

### 才能
身分制度が厳しかった江戸の中で、吉田東洋の時代に足軽から下横目まで昇格している。また、明治期の七財が所有していた株は約200に及んでおり、才能があったと言える。

## 評価

### 岩崎弥太郎
弥太郎は生前、幹部の川田小一郎と七財に対して「草莱を開墾するの力は吾れ石川に許し、播種殖穀の功は吾れ川田に託す。」と評価。また、三菱の倉庫として利用されていた函館市の「七財橋」も七財の名にちなんで名付けられている。
| 草莱を開墾するの力は吾れ石川に許し、播種殖穀の功は吾れ川田に託す。 |

### 市島謙吉
七財との関係は不明だが、謙吉は三菱会社の運賃課長を4ヶ月勤めている。「春城代酔録」では七財を川田小一郎、小野義眞、荘田平五郎と並べて「内閣員と呼べる人」と評価している。
| 内閣員とも云ふべき人々は石川七財、川田小一郎、小野義眞、荘田平五郎などで、此等の人々の内で日勤したのは荘田のみであった。 |